# Championnat du Zimbabwe de football 2008
Navigation
Saison suivante Saison suivante
La saison 2008 du Championnat du Zimbabwe de football est la quarante-sixième édition de la première division professionnelle au Zimbabwe à poule unique, la National Premier Soccer League. Seize clubs prennent part au championnat qui prend la forme d'une poule unique où toutes les équipes se rencontrent deux fois au cours de la saison. En fin de saison, les trois derniers du classement sont directement relégués et remplacés par le vainqueur de Division One tandis que le club classé 13e dispute un barrage de promotion-relégation face aux clubs classés 2e de leur poule de deuxième division.
C'est le club de Monomotapa United qui termine en tête du classement final, avec deux points d'avance sur le tenant du titre, Dynamos FC Harare et douze sur Njube Sundowns. C'est le tout premier titre de champion du Zimbabwe de l'histoire du club.

## Les clubs participants
| - Motor Action FC - CAPS United - Gunners FC - Promu de Division One - Chapungu United - Shooting Stars Harare - Lancashire Steel FC - Kiglon FC - Promu de Division One - Eastern Lions FC | - Highlanders FC - Dynamos FC Harare - Underhill FC - Promu de Division One - Masvingo United - Lengthens FC - Njube Sundowns - Monomotapa United - CAPS FC |

## Compétition
Le barème de points servant à établir le classement se décompose ainsi :
- Victoire : 3 points
- Match nul : 1 point
- Défaite : 0 point

### Classement
| Rang | Équipe                | Pts | J  | G  | N  | P  | Bp | Bc | Diff |
| ---- | --------------------- | --- | -- | -- | -- | -- | -- | -- | ---- |
| 1    | Monomotapa United     | 60  | 30 | 18 | 6  | 6  | 41 | 28 | +13  |
| 2    | Dynamos FC Harare T   | 58  | 30 | 16 | 10 | 4  | 41 | 25 | +16  |
| 3    | Njube Sundowns        | 48  | 30 | 15 | 3  | 12 | 42 | 36 | +6   |
| 4    | Shooting Stars Harare | 44  | 30 | 12 | 8  | 10 | 37 | 26 | +11  |
| 5    | Lengthens FC          | 41  | 30 | 11 | 8  | 11 | 37 | 41 | -4   |
| 6    | Motor Action FC       | 41  | 30 | 12 | 5  | 13 | 35 | 41 | -6   |
| 7    | Gunners FC P          | 40  | 30 | 10 | 10 | 10 | 42 | 39 | +3   |
| 8    | Highlanders FC        | 39  | 30 | 8  | 15 | 7  | 33 | 28 | +5   |
| 9    | Kiglon FC P           | 39  | 30 | 9  | 12 | 9  | 30 | 31 | -1   |
| 10   | Underhill FC P        | 38  | 30 | 9  | 11 | 10 | 37 | 43 | -6   |
| 11   | Eastern Lions FC      | 37  | 30 | 9  | 10 | 11 | 23 | 27 | -4   |
| 12   | CAPS United C         | 36  | 30 | 8  | 12 | 10 | 35 | 32 | +3   |
| 13   | Lancashire Steel FC   | 36  | 30 | 10 | 6  | 14 | 37 | 46 | -9   |
| 14   | Masvingo United       | 36  | 30 | 9  | 9  | 12 | 36 | 47 | -11  |
| 15   | Chapungu United FC    | 34  | 30 | 9  | 7  | 14 | 31 | 31 | 0    |
| 16   | CAPS FC               | 22  | 30 | 4  | 10 | 16 | 27 | 43 | -16  |

|  | Qualification pour la Ligue des champions 2009                                      |
|  | Qualification pour la Coupe de la confédération 2009                                |
|  | Participation au barrage de promotion-relégation                                    |
|  | Relégation en deuxième division                                                     |
|  | T : Tenant du titre C : Vainqueur de la Coupe du Zimbabwe P : Promu de Division One |

### Matchs

#### Barrage de promotion-relégation
Le club ayant terminé 13e de Premier Soccer League, Lancashire Steel, rencontre en barrage les équipes classées 2e de leur poule régionale de Division One. Seul le premier de la poule se maintient ou accède à l'élite.
| Rang | Équipe                | Pts | J | G | N | P | Bp | Bc | Diff |  | Résultats (▼ dom., ► ext.) | Eagl | Shab | Lanc | Mwan |
| ---- | --------------------- | --- | - | - | - | - | -- | -- | ---- |  | -------------------------- | ---- | ---- | ---- | ---- |
| 1    | Eagles FC             | 14  | 6 | 4 | 2 | 0 | 14 | 7  | +7   |  | Eagles FC                  |      | 2-2  | 2-1  | 3-1  |
| 2    | Shabanie Mine         | 10  | 6 | 3 | 1 | 2 | 11 | 10 | +1   |  | Shabanie Mine              | 1-3  |      | 3-0  | 1-0  |
| 3    | Lancashire Steel (D1) | 7   | 6 | 2 | 1 | 3 | 12 | 13 | -1   |  | Lancashire Steel (D1)      | 2-2  | 4-1  |      | 0-3  |
| 4    | Mwana Africa FC       | 3   | 6 | 1 | 0 | 5 | 7  | 14 | -7   |  | Mwana Africa FC            | 0-2  | 1-3  | 2-5  |      |

## Bilan de la saison
| Championnat du Zimbabwe de football 2008 |                                                          |
| Champion                                 | Monomotapa United (18e titre)                            |
| Coupes et trophées                       |                                                          |
| Vainqueur de la Coupe du Zimbabwe 2008   | CAPS United                                              |
| Qualifications continentales             |                                                          |
| Ligue des champions 2009                 | Monomotapa United                                        |
| Coupe de la confédération 2009           | CAPS United                                              |
| Promotions et relégations                |                                                          |
| Promus en National Premier Soccer League | Eagles FC Black Rhinos Highway Mutare Hwange FC          |
| Relégués en Division One                 | Lancashire Steel Masvingo United Chapungu United CAPS FC |